# Silene stenophylla
Silene stenophylla este o specie pe cale de dispariție de plante cu flori din familia Caryophyllaceae. De obicei numit îngust-frunze campion, este o specie din genul Silene. Acesta se găsește astăzi în estul Siberiei. S. stenophylla este una din câteva specii de plante Beringian care nu se stabilește în America de Nord.
Descoperirea de vestigii congelate
Regenerare
În 2012, o echipă de oameni de știință de la Institutul de Biofizică celulară a Academiei Ruse de Științe exemplare succes regenerat din fructe, care au fost înghețate pentru 31800 ± 300 de ani, în funcție de datarea cu radiocarbon. Realizare nu a fost încă verificată în mod independent, și, anterior, cererile de regenerare vechi nu au de multe ori au avut loc sub control. Dacă este dovedită, realizarea ar reprezenta cea mai veche fabrică materialul adus înapoi la viață, depășind recordul precedent de 2000 de ani stabilit de semințe de palmier data. Echipa, condusă de David Gilichensky, material folosit găsit în aproximativ 70 hibernare vechi vizuinile construite de veverițe sol în Urocitellus genului și situat la Duvanny Yar, aproape de malul râului inferior Kolyma. Vizuini s-au găsit 20-40 de metri sub suprafața ziua de azi. "Vizuini fosil și conținutul lor nu au fost decongelate de congelare de înmormântare și simultană", scrie echipa științifică. Se crede că de fructe înghețat aproape imediat după înmormântare, probabil din cauza schimbărilor climatice locale. Mai mult de 600000 fructelor și semințelor se află pe site-ul.
Inițial, cercetătorii au încercat să germineze semințe mature recuperate de la fructe. Atunci când aceste încercări au eșuat, au apelat la fructul în sine și au fost capabili să crească plantele adulte din țesutul placentar. Echipa a crescut de 36 de exemplare din țesut. Plantele uitat identic cu specimene moderne, până la flori, la care s-au observat petale de timp pentru a fi mai lung și mai distanțate mai mult de versiunile moderne ale plantelor. Semințe de plante antice germinate, la o rată de succes de 100%, comparativ cu 90% pentru instalațiile moderne. Motivele pentru care variațiile observate nu sunt cunoscute.
Potrivit Robin Probert de semințe Millennium, demonstrația este "de departe cel mai bun exemplu extraordinar de longevitate extrem de material din plante superioare" la data de. Aceasta nu este surprinzător să găsim material viu acest vechi, dar este surprinzător faptul că materialul viabil ar putea fi recuperat, a adăugat ea. Oamenii de știință ruși speculează celulele țesutului conjunctiv sunt bogate în zahăr, care acționează ca conservanți. Ei au, de asemenea, rețineți că de radiații gamma dăunătoare a fost neobișnuit de scăzut pentru vârsta sa și-l comparabil cu nivelurile observate în 1300 de semințe vechi de ani dovedit a germina. Probert speră că tehnicile dezvoltate în învierea de Silene stenophylla o zi pot fi folosite pentru a învia specii pe cale de dispariție.
CBC News numit de regenerare ", un progres major în permafrost de cercetare." Paleontolog Zazula Grant, care are pretenții anterioare infirmată de regenerare vechi, a remarcat ", această descoperire ridică bara de incredibil în ceea ce privește înțelegerea noastră în ceea ce privește viabilitatea de viață antice în permafrost." El a adăugat că nu există "nici o îndoială în mintea lui", că cererea este legitimă.